# Mogamma
Mogamma (arabsko مجمع التحرير, tudi Mugamma, grobo prevedeno kot 'kompleks' ) je vladna stavba v Kairu v Egiptu. Mogamma je bila rezultat serije glavnih načrtov za območje Qasr el Nil (zdaj trg Tahrir), ki so ga uporabljale britanske vojašnice. Leta 1945, ko je kralj Faruk odredil rušenje vojašnic ob odhodu britanskih vojakov s tega območja, je sledil niz urbanističnih predlogov. Zamisel o centralizirani, vsestranski upravni stavbi je nastala iz načrtov iz leta 1945. Gradnja se je začela leta 1946 in se končala leta 1949. Slog odraža tipičen modernizem 19. stoletja, vladne stavbe v istem slogu pa najdemo v Buffalu, New Yorku (Buffalo City Hall) in Parizu. V nasprotju s splošnim prepričanjem, ni sovjetskega vpliva ali navdiha, in stavbe ni zgradila vlada drugega egiptovskega predsednika Naserja. Dejansko Naser ni postal vodja Egipta do novembra 1954, več let po zaključku gradnje stavbe.
Mogamma stoji v centru Kaira na jugu trga Tahrir, ki je bila takrat na novo zasnovan kot "Trg osvoboditve". 

## Uporaba
Mogamma je upravna vladna zgradba, kjer vsa administrativna opravila izvajajo vladne agencije. Na primer, gre lahko za obdelavo dokumentov, pridobivanje vozniškega dovoljenja ali izdajo vizuma. Vladne agencije, ki so v stavbi, vključujejo urad za preiskavo davčne utaje, gasilsko organizacijo in urad za potne liste. 14-nadstropna stavba je delovno mesto od 18.000 do 30.000 egiptovskih javnih uslužbencev. 

## Arhitektura
Na strukturo in arhitekturo stavbe Mogamma je vplivala modernistična arhitektura iz leta 1940, ki jo je zasnoval egiptovski arhitekt Mostafa Momen. Zunanji videz ni bil bistvenega pomena, temveč se struktura osredotoča na osrednjo organizacijo in maksimizacijo prostora. Videz stavbe je preprost, vendar zastrašujoč v svoji velikosti.

## Mogamma v filmu
Mogamma se je pojavila v več egiptovskih filmih, najbolj znan pa je Al-irhab wal Kebab (Terorizem in kebab), komedija, v kateri birokracija stavbe terorizira državljana Egipta do točke, ko je po pomoti zagrabil varnostnikovo pištolo, vzel talce in bil označen kot terorist.. Film uporablja Mogamo in neznosno birokracijo kot metaforo za vse, kar je v egipčanski družbi narobe. 

## Mogamma danes
Leta 2005 je vlada navedla, da načrtuje selitev upravne stavbe in oddelkov iz sedanje lokacije v središču mesta in okrog njega drugam . Zdi se, da je Mogamma ustvarja in prispeva k neznosnim zastojem na Trgu Tahrir in bo zato premaknjena na puščavsko območje v Peto naselje, po vzoru ameriške univerze v Kairu. 
Vendar pa je usoda zgradbe Mogamma zaradi številnih razlogov še vedno negotova. Prvič, neprijetnosti, ki jih ta poteza predstavlja za stotine, če ne tisoče ljudi, ki morajo po opravkih v Mogamo, so velike. Drugič, preselitev bi zahtevala dodatne stroške državnim uslužbencem, da bi jim povrnili za daljše potovanje in jih tam zadržali. Tretjič, arhitekti, ki nasprotujejo selitvi trdijo, da je središče mesta lepo in potrebuje le nove parke ter morebiti obnovo stavbe. Nazadnje, selitev Mogamme postavlja še druga vprašanja, natančneje javni prevoz, ki ga je treba izboljšati.
Kdaj in kje bo projekt realiziran, je še vedno negotovo in bo še deležen sprememb. 

## V času revolucije 2011
Med egiptovsko revolucijo leta 2011 je bila Mogamma zaprta zaradi nemirov na trgu Tahrir. Druga zasedba trga, ki je začela 8. julija 2011, je vključevala tudi blokado Mogamme.